# Sandra Ravel
Sandra Ravel; eigentlich Alessandra Winkelhauser Ratti (* 16. Januar 1910 in Mailand; † 13. August 1954 ebenda) war eine italienische Filmschauspielerin der 1930er Jahre.

## Leben
Sandra Ravel wurde in Mailand als Tochter eines deutschen Vaters und einer Schweizer Mutter aus der Familie Ratti in Lugano geboren.
Ihr Leinwanddebüt gab sie 1930 in dem Paramount-Film L’Énigmatique Monsieur Parkes, der als französische Sprachfassung für den europäischen Markt hergestellt wurde. Sie erschien dann noch in weiteren Hollywood-Produktionen in kleineren Rollen.
1931 drehte sie ihren ersten italienischen Film und spielte dann auch Hauptrollen in diversen italienischen und französischen Produktionen. 
1933 lernte sie bei Dreharbeiten ihren zukünftigen Ehemann kennen. Zum Ende der 1930er Jahre gab sie ihre Filmkarriere auf und heiratete 1944 in Venedig den Schauspieler und Unternehmer Rodolfo Gucci, einen der Gucci-Erben.
Ihr einziges Kind kam 1948 zu Welt, Maurizio Gucci, benannt nach dem Künstlernamen seines Vaters, Maurizio D’Ancora.
Sandra Ravel starb 1954 im Alter von 44 Jahren an Gebärmutterkrebs.

## Filmografie
- 1930: L’Énigmatique Monsieur Parkes
- 1930: Those Three French Girls
- 1930: War Nurse
- 1931: Single Sin
- 1931: This Morning Age
- 1931: Stella del cinema
- 1932: Paradiso
- 1932: Une Étoile disparaît
- 1932: La Méthode Crollington
- 1933: Sette giorni cento lire
- 1933: Al buio insieme
- 1933: La voce lontana
- 1938: La casa del peccato
- 1939: Una moglie in pericolo
- 1939: Ballo al castello
- 1939: Due milioni per un sorriso
- 1939: Ho visto brillare le stelle